# Orbón

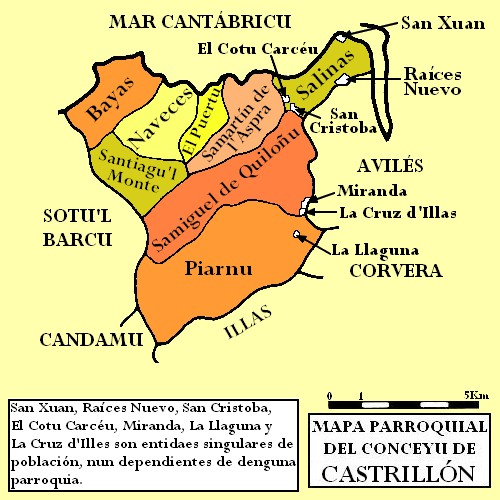
Mapa de les parròquies de Castrillón, entre les quals Piarnu, on se situa Orbón.

Orbón és un poblet de la parròquia de Piarnu, al conceyu asturià de Castrillón. Es troba a 5,20 km de Piedrasblancas, la capital del conceyu, a una altitud mitjana de 118 msnm.